# マスウード・ベク
マスウード・ベク（ مسعود بك Mas‘ūd Bek、? - 1289年）は、モンゴル帝国に仕えたムスリム系の財務官僚。諸資料における漢字表記は『元朝秘史』では馬思忽惕（別乞） Masqud、『元史』では麻速忽。『世界征服者の歴史』や『集史』などのペルシア語資料の表記では           امير مسعود بك Amīr Mas‘ūd Bak 。マフムード・ヤラワチの息子。

## 生涯

### 生い立ち
1219年にモンゴル帝国の皇帝チンギス・ハーンはジョチ、チャガタイ、オゴデイ、トルイの諸子の軍とともに親征してホラズム・シャー朝に侵攻し、現在のアフガニスタンのガズナ（ガズニー）を根拠地とするスルターン・ジャラールッディーンはチンギスの親征軍にインド方面へ撃退された。1223年にチンギスはマーマー・ヤラワチなる人物をカズナ地方一帯の代官（ダルガチ）として任命したが、これはマスウード・ベクの父マフムード・ヤラワチのことだと考えられている。一方『元朝秘史』巻十一によると、モンゴル軍がホラズム・シャー朝勃興の地であるホラズム地方のウルゲンチを降伏させた際に父ヤラワチとともにチンギスに臣従したことを伝えている。

### オゴデイの治世
オゴデイが即位すると、父ヤラワチはフェルガナ盆地西端のホジェンドに設置されたトルキスタン行政府の財務長官（サーヒブ・ディーワーニー صاحب ديوانى Ṣāḥib Dīwānī）に任じられ、帝国の中部から西方の領土の財務一切を監督するに至った。1238年、ヤラワチが旧金朝領（ヒターイー）の財務長官として転出すると、マスウード・ベクは父ヤラワチの後任としてトルキスタン行政府の財務長官職を引継ぎ、天山ウイグル王国、ホータン、カシュガルからサマルカンド、ブハーラーに至るまでの地域一帯を統治することとなった。マスウード・ベクは父と同じく財務関係に通暁していたようで、ヤラワチが進めていたトルキスタン、マー・ワラー・アンナフルの戦後復興政策を継続したが、チンギス・カンによって破壊されたブハーラーを都城を新たに建設し直したり、セルジューク朝以来のムスリム有力者の通例によるものか、自らの名を冠した「マスウーディーヤ مدرسة مسعودية Madrasa Mas‘ūdīya 」というマドラサをブハーラーを中心に各地に建設したと伝えられている。
1241年にオゴデイが没しその皇后ドレゲネが摂政となったが、ドレゲネとの関係は良好と言えなかったようで、ドレゲネ宮廷でのアブドゥッラフマーンなどの勢力伸長などや、マー・ワラー・アンナフルと所領を近接するチャガタイ王家からの干渉でホジェンドを追放される事態となった。ヤラワチやチンカイらチンギス時代から仕えた財政・書記部門の首脳たちの多くも同じような境遇に見舞われていたが、父とチンカイがオゴデイ家のコデンに匿われたのに対し、マスウード・ベクはジョチ家のバトゥの庇護を受けた。1246年にグユクが即位し母后であるドレゲネがこれを見届けた後没すると、アブドゥッラフマーンは処刑され、マスウードはヤラワチやチンカイらとともに再び原職であるトルキスタン行政府の首長として復帰した。その後、グユクとバトゥの係争、皇后オグルガイミシュの摂政とバトゥ、モンケ一統との政争があったものの、バトゥやモンケと通じてこれらの難局を乗り切り、現職を保持し続けた。

### モンケの治世
1251年、モンケが第4代モンゴル皇帝に即位し、オゴデイ時代の行政区分を引き継いで、旧金朝領一帯を管轄する燕京等処行尚書省、中央アジアのほぼ全域を管轄する別失八里（ビシュバリク）等処行尚書省、アムダリヤ川以西のイラン一帯を管轄する阿母河等処行尚書省の三部門にモンゴル帝国全体の財務行政区を分割したが、マスウード・ベクは従前の管轄をほぼ全て引き継ぐ形でこの別失八里等処行尚書省の財務長官を任された。

### チャガタイ家・オゴデイ家への臣従
1260年、モンケが南宋遠征中に陣没し、皇弟であるクビライとアリクブケの間で後継戦争が勃発した。マスウードは当初アリクブケに味方していたようであったが、チャガタイの孫でチャガタイ王家の第7代当主となったばかりの アルグがクビライに忠誠を誓ったため、マスウードもその意を受けてこれに従った。しかし、1266年のアルグの死後、翌年にかけてのクビライに派遣された バラクのチャガタイ王家当主位の奪取、および新当主モンケ・テムル率いるジョチ・ウルスとオゴデイ王家のカイドゥ、バラクの三者間で中央アジアの権益を巡る紛争が勃発すると、中央アジアの政局は一気に混乱を来すようになった。
いわゆるタラス会盟によってマー・ワラー・アンナフル一帯の権益をバラク、カイドゥ、ジョチ・ウルスの三者でおのおの分割することが決められたが、1270年にバラクがヘラート近郊のカラ・スゥ平原の戦いでアバカ率いるイルハン朝軍に敗北した後、バラクの息子ドゥアを初めとするパミール以西のチャガタイ王家の王族たちはカイドゥの勢力下に吸収されてしまった。これらの動乱によってマスウード・ベクのトルキスタン行政府もなし崩し的にバラクおよびカイドゥの傘下に吸収されてしまい、マスウード・ベク自身もバラクやカイドゥがイルハン朝との紛争を起こしていた際にはアバカの宮廷に偵察役として派遣されるなど、バラクやカイドゥなどチャガタイ・ウルスに臣従せねばならなくなったようである。
マスウード・ベクの没後、トルキスタン行政府の財務長官職はマスウードの息子サティルミシュ（satïlmïš）やセヴィンチュ（sevinč）らが継ぎ、カイドゥの息子チャパルの時代には、マスウードの第3子がこれを継ぎ、代々トルキスタン行政府の長官職はヤラワチ、マスウードの一門に世襲されていたようである。